# Delhijski sultanat
Delhijski sultanat (perzijsko دهلی سلطان, urdujsko دہلی سلطنت) je bil muslimanski sultanat z glavnim mestom v Delhiju, ki se je razprostiral čez velik del Indijske podceline celih 320 let (1206–1526). Pet rodbin je vladalo Delhijskemu sultanatu kot sledi: Mameluška (1206–90), rodbina Haldži (1290–1320), rodbina Tuglak (1320–1414), rodbina Sajid (1414–51) in rodbina Lodi (1451–1526). Sultanat se prišteva med eno od držav, ki so odbile napad Mongolov (iz Čagatajskega kanata), in ki je ustoličila eno redkih ženskih vladaric v islamski zgodovini, Razija Sultana, ki je vladala med letoma 1236 in 1240.
Kutb-ud-din Ajbak, nekdanji mameluški suženj Muhamad Guri v centralnem Afganistanu, je bil prvi sultan Delhija, in njegova mameluška rodbina je osvojila ogromno območje v Severni Indiji. Kasneje je bila rodbina Haldži sposobna osvojiti večino centralne Indije, vendar nobeni ni uspelo osvojiti celotnega Indijske podceline. Svoj višek v geografskem smislu je sultanat dosegel pod rodbino Tuglak, ki je okupirala večino podceline. Temu je sledil zaton zaradi hindujske ponovne osvojitve in razmah držav kot je Vidžajanagara imperij in pridobitev neodvisnosti Mevarja, ter vzpostavitev in odcepitev novih muslimanskih sultanatov kot je Bengalski sultanat.
V času Delhijskega sultanate je prihajalo do zlivanja indijske civilizacije z novo islamsko civilizacijo, ter do nadaljnje integracije indijske podceline v rastoč svetovni sistem in širšo mednarodno mrežo, ki se je raztezala po obsežnem delu Afro-Evrazije, kar je imelo velik vpliv tudi na indijsko kulturo in družbo. Obdobje njihove vladavine je prineslo zgodnje oblike Indo-islamske arhitekture, povečanje rasti indijskega prebivalstva in gospodarstva, kakor tudi pojav hindi-urdu jezika. Delhijski sultanat je tudi zaslužen, da je odbil potencialno razdejanje Mongolskega cesarstva z njihovo invazijo v Indijo v 13. In 14. stoletju. Leta 1526 je sultanat osvojilo in si ga podredilo Mogulsko cesarstvo.

## Zgodovinsko ozadje
Nastanek Delhijskega sultanata v Indiji je bilo del dogajanja v Aziji, ki ga je v času med 5. in 14. stoletjem zaznamovala t.i. selitev narodov, katerega začetni impulzi so se dogajali v stepah Srednje Azije. Srednja Azija in tudi celotna južna in zahodna Azija je posledično čutila vdor nomadskih turških ljudstev iz centralno azijskih step. V 9. stoletju, ko se je islamski kalifat na Bližnjem vzhodu začel drobiti in ko so muslimanski vladarji začeli zasužnjevati ne-muslimanska nomadska turška ljudstva iz Centralnoazijskih step, med katerimi so mnogi postali lojalni vojaški sužnji imenovani mameluki. Tako so se Turki selili v muslimanske dežele in tudi prevzeli islam. Mnogi turški memeluški sužnji so se kmalu povzpeli na vladarske položaje in osvojili velike predele muslimanskega sveta, ustanovili mameluške sultanate od Egiptovskega do Afganistanskega. Kmalu pa so usmerili tudi na Indijsko podcelino.
Indijska podcelina je bila sicer tudi prej stalna tarča napadov nomadskih plemen iz Srednje Azije, ki so se v 9. do 11. stoletju združili s širjenjem islama. Do leta 962 n. št. so hindujske in budistične kraljevine v Južni Aziji prišle pod val vpadov muslimanskih vojsk iz Srednje Azije. Med njimi je bil tudi Mahmud Gaznijski, sin turškega mameluškega vojaškega sužnja, ki je vpadal in plenil kraljevine na severu Indije od reke Ind do reke Jamuna na vzhodu kar sedemnajstkrat v času med 997 in 1030. Mahmud Gaznijski je plenil zaklade, vendar se vedno vračal v zahodni Pandžab.
Vpadi so se nadaljevali tudi po smrti Mahmuda Gaznijskega. Guridski sultan Mu'iz ad-Din Mohamed Guri, znan kot Muhamad Guri, je v letu 1173 pričel sistematično širitev na sever Indije. Želel je ustvariti sunitsko islamsko kraljevino zase na vzhod od reke Ind, oziroma ustanoviti muslimansko kraljevino imenovano Delhijski sultanat, kar mu je uspelo do leta 1192. Gorija so leta 1206 ubili. Po uboju se je gorijev vojaški suženj ali mameluk, (arabsko مملوك), turškega porekla Kutub al-Din Ajbak, povzpel na oblast in postal prvi sultan Delhijskega sultanata.

## Sultani v Delhijskem sultanatu

### Mameluška ali Suženjska rodbina (1206-1290)
| sultani (kralji/vladarji) | kralj v | smrt | opomba          |
| Kutb-ud-din Ajbak         | 1206    | 1210 | prvi sultan     |
| Aram Šah                  | 1210    | 1211 |                 |
| Iltutmiš                  | 1211    | 1236 | *               |
| Rukn-ud-din Firuz         | 1236    | 1236 |                 |
| Razija sultana            | 1236    | 1240 | ženska vladarka |
| Muiz ud din Bahram        | 1240    | 1243 |                 |
| Ala ud din Masud          | 1243    | 1249 |                 |
| Nasir ud din Mahmud       | 1249    | 1266 |                 |
| Gijas ud din Balban       | 1266    | 1287 |                 |
| Muiz ud din Kaikabad      | 1287    | 1290 | **              |

(*) leta 1221 napad Mongolov pod vodstvom Džingiskana na Pešavar;
(**) leta 1288 je Marko Polo ob vračanju iz Kitajske obiskal Indijo.
Kutb-ud-din Ajbak je bil prvi Delhijski sultan. Ajbak naj bi bil pripadnik turškega ljudstva Kumano-kipčankskega izvora. Aibak je vladal kot Delhijski sultan le štiri leta, od 1206 do 1210. Umrl je v nesreči pri igri pola, ko je padel pod konja.
Po smrti Aibaka je oblast leta 1210 prevzel Aram šah, ki pa ga je že leta 1211 umoril Šams ud-Din Iltutmiš. Iltutmiševa oblast je bila nestanovitna saj so številni muslimanski emirji (plemiči) njegovi oblasti oporekali, ker so bili podporniki Kutb al-Din Ajbaka. Šele po številnih osvajanjih in brutalni zadušitvi opozicije je Iltutmiš konsolidiral svojo oblast. Njegova vladavina je bila večkrat na preizkušnji z uporniki kot je bil Kubača, kar je vodilo v več vojn. Iltutmiš je osvojil Multan in Bengalijo kjer so se oklicali za muslimanske vladarje muslimanski vojaški poveljniki, kot tudi Rantambore in Šivalik izpod hindujskih vladarjev. Napadel, premagal in ubil je tudi Tadž al-Din Jildiza, ki je izpodbijal njegovo pravico nasledstva po Mohamedu Goriju. Iltutmiš je vladal do svoje smrti leta 1236. Po njegovi smrti so ga nasledili šibki vladarji, ki jih zaznamujejo upiranje muslimanskih plemičev, umori in kratkotrajno vladanje. Na oblasti so si sledili Rukn ud-Din Firuz, Razija Sultana in drugi, dokler ni na oblast prišel Gijas ud-Din Balban, ki je vladal od 1266 do 1287. Na zahodu je izpod mongolske zasedbe pridobil Lahore, ki ga je močno utrdil in sultanat zavaroval pred stalnimi ropanji Mongolov, kakor tudi okrepil mejne trdnjave, kjer je namestil vojaške enote. Balbana je nasledil komaj 17-letni Muiz ud-Din Kaikabad, ki je za poveljnika vojske postavil Džalala ud-Din Firuz Haldžija. Haldži je Kaikabada ubil in prevzel oblast ter s tem končal oblast mameluške rodbine ter pričel rodbino Haldži.
Kutb al-Din Aibak je pričel z izgradnjo minareta Qutub Minar in Qutub kompleksa (Moč islama) z mošejo, ki je vpisan na Unescov seznam svetovne dediščine. Qutub Minar kompleks je razširil že Iltutmiš in kasneje na začetku 14. stoletja tudi Ala ud-Din Haldži (drugi vladar iz te rodbine). V času mameluške vladavine se je mnogo plemičev iz Afganistana in Perzije priselilo, še posebej v času ko je prišla zahodna Azija pod Mongolsko zasedbo.

### Rodbina Haldži (1290-1320)
| sultani (kralji/vladarji) | kralj v | smrt | opomba |
| Džalaludin Haldži         | 1290    | 1296 |        |
| Alaudin Haldži            | 1296    | 1316 |        |
| Šihabudin Omar            | 1316    | 1316 |        |
| Kutb-ud-din Mubarak       | 1316    | 1320 |        |
| Kusrav Kan                | 1320    | 1321 |        |

rodbina Haldži je imela  turško-afgansko poreklo. Izvorno so bili turškega izvora. Dalj časa so bili naseljeni v današnjem Afganistanu predno so se selili v Delhi in Indijo. Ime Haldži izhaja iz afganske vasi imenovane Kalat-e Haldži (Trdnjava Gildži). Včasih so jih drugi obravnavani kot etnične Afgance zaradi njihovega medsebojnega poročanja z lokalnimi Afganci so afganske navade in običaje. Posledično temu se včasih označujejo kot Turko-Afganci. Rodbina je kasneje imela indijsko poreklo, ker je bila Džatjapali (hči Ramačandra iz Devagiri), žena Alaudin Haldžija in mati Šihabudin Omarja.
Prvi vladar iz rodbine Haldži je bil Džalal ud-Din Firuz Haldži. Na oblast je prišel leta 1290 po uboju zadnjega vladarja iz mameluške rodbine Muiz ud-Din Kaikabada, s podporo afganskega in turškega plemstva. Ob prevzemu oblasti je imel že okoli 70  let. Sicer blag vojaški poveljnik Džalal ud-Din Haldži je leta 1292 izpred Delhija pregnal Mongole. Leta 1296 ga je umoril nečak in zet Ala ad-Din Haldži. Alaudin Haldži je sultanat pripeljal na vrh njegove moči in osebno leta 1299 in 1303 izgnal (Čagataj) Mongole izpred Delhija. V istem obdobju so v njegove roke padle radžputske trdnjave (npr. Čitor 1303), tako da je njegov evnuh general Malik Kafur lahko napredoval na Dekansko planoto. V vojaškem pohodu brez primere med leti 1307-1311 je uspel formalno podjarmiti hindujske države in naropati ogromno bogastvo. Ala ad-Din Haldži je v sultanatu vladal s trdo roko, ki je presegala Balbanovo. Za obrambo pred Mongoli je bilo potrebno vzpostaviti veliko konjeniško vojsko, ki naj bi štela do pol milijona mož.

### Rodbina Tuglak  (1320-1413)
| sultani (kralji/vladarji)         | kralj v | smrt | opomba           |
| Gijas ud-din Tuglak               | 1321    | 1325 | začetnik rodbine |
| Muhamad Šah Tuglak                | 1325    | 1351 | (1);(2)          |
| Firoz Šah Tuglak                  | 1351    | 1388 | (3)              |
| Gijas ud-din II. Tuglak           | 1388    | 1389 |                  |
| Abu Bakr Šah Tuglak               | 1389    | 1390 |                  |
| Nasir ud din Muhamad III. Tuglak  | 1390    | 1394 |                  |
| Ala ud-din Sikandar I. Tuglak Šah | 1394    | 1394 |                  |
| Mahmud II. Šah Tuglak             | 1394    | 1413 | (4)              |

(1) leta 1336: Ustanovitev kraljevine Vidžajanâgara na Dekanu, kasneje velika hindujska kraljevina do leta 1565;
(2) leta 1350: Maroški popotnik ibn Battuta obiskal Indijo;
(3) leta 1356: Bagdadski kalif podelil Indijo Firuz Šahu Tuglaku;
(4) leta 1398: Timurlenk vdrl v Indijo in naslednjega leta 1399 zasedel Delhi in ga oropal.
Rodbina Tuglak je vladala od leta 1320 do konca 14. stoletja. Prvi vladar Gazi Malik se je proglasil za sultana pod imenom Gijas al-Din Tuglak in pod vladarskim naslovom Tuglak šah. Tudi on je bil turško-indijskega porekla; njegov oče je bil turški suženj, mati pa Hindujka. Gijas al-Din je vladal pet let in 6 km vzhodneo od  Delhija zgradil mesto, ki bi lahko bolj kljubovalo mongolskim napadom in ki se po njem imenuje Tughlakabad. Po virih nekaterih zgodovinarjev kot je Vincent Smith, ga je ubil njegov sin Džuna kan, ki ga je nasledil leta 1325. Džuna kan se je poimenoval kot Mohamed bin Tuglak in vladal naslednjih 26 let. Pod njegovo vladavino je Delhijski sultanat dosegel višek svojega geografskega obsega, saj je zaobsegal večino Indijske podceline.
Mohamed bin Tuglak je bil intelektualec s poglobljenim znanjem Korana, Fikh, poetike in drugih področij. Bil pa je tudi zelo nezaupljiv do svojih podrejenih in ministrov, ter izjemno krut s svojimi nasprotniki, ne samo proti ne-muslimanom, ampak je krvavo obračunaval s pripadniki muslimanskih sekt. Na začetku vladavine je sultanatu ponovno priključil odpadno uporno Bengalijo vse do Čitagonga, ter širil oblast na Dekanu na območju današnje Karnatake. Po drugi strani je za drage vojaške pohode moral dvigniti davke tudi za več kot 10 krat.
Zaradi takšnega načina vladanja, davčnih bremen in ekstremno krutih kazni je prišlo do uporov proti njegovi vladavini vse od 1327 po vsem območju vladavine, tako da je prišlo s časom do zmanjševanja imperija sultanata. Vidžajanagara imperij na jugu se je ravno zato lahko širil in osvobajal jug izpod vladavine Delhijskega sultanata. 
Tako so se do leta 1339 uprli na vzhodu lokalni muslimanski guvernerji, na jugu pa so se uprli lokalni hindujski kralji in razglasili neodvisnost od Delhijskega sultanate. Mohamed bin Tuglak enostavno ni imel sredstev, da bi preprečil krčenje sultanata. Zgodovinar Walford beleži v Delhiju in v večjem delu Indije izbruhe lakote v času vladavine sultana Mohameda bin Tuglaka, še posebej v obdobju, ko je namesto srebra za kovani denar uporabil navadne kovine, kar je privedlo do množičnega ponarejanja denarja. 
Muhamad bin Tuglak je umrl marca 1351, ko je bil na pohodu, da kaznuje uporne podložnike, ki so zavračali plačilo davkov v pokrajini Sindh (sedaj del Pakistana) in v Gudžaratu.
Mohameda je nasledil Firoz Šah Tuglak (1351–1388), ki je želel vzpostaviti sultanat v razsežnosti, kot jo je imel včasih. Zato je šel v 11 mesečno vojno z Bengalijo leta 1359, ki pa je bila neuspešna. Firoz Šah je vladal kar 37 let. Poskušal je stabilizirati oskrbo s hrano in zmanjšati lakoto z izgradnjo namakalnih kanalov iz reke Jamune. Bil je izobražen in je pisal spomine. V njih je zapisal, da je prepovedal prakso mučenja, kot so amputacije, iztikanje oči, žaganje živih ljudi, lomljenje njihovih kosti kot kazni, vlivanje stopljenega svinca v žrelo, metanje ljudi v ogenj, puljenje nohtov na rokah in nogah, med drugim.
Smrt Firoz Šah Tuglaka je privedla do anarhije in dezintegracije sultanata. Zadnja vladarja iz rodbine sta se oba oklicevala za sultana med leti 1394 in 1397: Nasir-ud-Din Mahmud Šah Tuglak, vnuk Firoz Šah Tuglaka, ki je vladal iz Delhija, in Nasir-ud-din Nusrat Šah Tuglak, sorodnik Firoz Šah Tuglaka , ki je vladal iz Firozabada, ki je bil le nekaj 10 km iz Delhija. Bojevanje med njima se je nadaljevalo vse do Timurlenkove invazije na Indijo leta 1398. Timurlenk vladar Timuridskega cesarstva je ugotovil oslabitev Delhijskega sultanata povzročene z notranjimi spori in je usmeril svojo invazijo na Delhijski sultanat, ter spotoma ropal. Ocene pobojev Timurlenka okoli Delhija se gibljejo med 100.000 do 200.000 ljudi. Timurlenk ni imel namena ostati ali vladati Indiji. Je samo ropal po ozemlju, ki ga je prečkal in nato požgal Delhi. V petih dneh so Timurlenk in njegova armada izvedla pravi masaker. Nato je pobral in odpeljal bogastvo, ujete ženske in sužnje (posebej izurjene rokodelce) in se vrnil v Samarkand. Ljudje in ozemlje v okviru Delhijskega sultanate je zapustil v anarhiji, kaosu in kugi. Nasir ud-Din Mahmud Šah Tuglak, ki je zbežal v Gudžarat v času Timur Lenkove invazije, se je vrnil in vladal kot zadnji vladar iz rodbine Tuglak.

### Sajidska rodbina  (1414-1451)
| sultani (kralji/vladarji) | kralj v | smrt | opomba           |
| Kizr Kan                  | 1414    | 1421 | začetnik rodbine |
| Mubarak Šah               | 1421    | 1434 |                  |
| Muhamad Šah               | 1434    | 1445 |                  |
| Alam Šah                  | 1445    | 1451 |                  |

Sajidska rodbina je bila turškega porekla in je vladala Delhijskemu sultanatu od leta 1415 do 1451. Timurlenkova invazija in ropanje so Delhijski sultanat pustila v razsulu, zato ni veliko znanega o vladanju Sajidske rodbine. Kizr Kan je bil upravnik Multana pod sultanom Firoz Šah Tuglakom. V Timurlenkovi invaziji se mu je pridružil in Timur ga je imenoval za upravnika (guvernerja) Multana in Lahoreja. Po umiku Timurjeve vojske je 28. maja leta 1414 zasedel mesto Delhi in pričel Sajidsko rodbino. Kizr Kan, ki je pridobil oblast, formalno ni prevzel naziva sultan, ampak naj bi bil le predstavnik Timurja oziroma vazal Timuridov. Nasledil ga je sin Sajid Mubarak Šah v maju 1421. Tega je leta 1434 nasledil nečak Muhamad Šah. Zadnji vladar iz te rodbine je bil Ala-ud-Din Šah iz Badauna, ki je prestol Delhijskega sultanata leta 1451 prostovoljno odstopil v korist Bahlul Kana Lodija. Leta 1478 je umrl v Badaunu. Sajidsko rodbino je tako leta 1451 nasledila rodbina Lodi.

### Rodbinaa Lodi  (1451-1526)
| sultani (kralji/vladarji) | kralj v | smrt | opomba                |
| Bahlul Kan Lodi           | 1451    | 1489 | začetnik rodbine; (1) |
| Sikandar Lodi             | 1489    | 1517 | (2); (3); (4); (5)    |
| Ibrahim Lodi              | 1517    | 1526 | (6)                   |

(1)	Leta 1489: ustanovitev rodbine Adil Šaha in sultanata Bidžapur, ki traja do 1690.
(2)	Leta 1490: ustanovitev rodbine Nizam Šaha v Ahmednagarju, ki traja do 1628.
(3)	Leta 1493: ustanovitev rodbine Husein Šaha v Bengaliji.
(4)	Leta 1498: Portugalski pomorščak Vasco da Gama pristane pri mestu Kalikat na Malabarski obali, danes mesto Kožikod v Kerali.
(5)	Leta 1509: Portugalci pod poveljstvom Francisca de Almeida potopijo indo-egipčansko ladjevje pri Diu ob Gudžaratski obali.
(6)	Leta 1524: Babur je zavzel Lahore
Rodbina Lodi (1451–1526) je bila zadnja vladajoča družina indijskega Delhijskega sultanata. Po izvoru je izhajala iz Afganistana, iz paštunskega (afganskega) Lodi plemena.. Prvi Lodi vladar je bil Bahlul Kan Lodi, ki je začel rodbino Lodi in je bil prvi Paštun, ki je vladal Delhijskemu sultanatu. Bahlul Lodi (vladal 1451-89), je bil najmočnejši izmed Pandžabskih poglavarjev, ki je leta 1451 zamenjal zadnjega sultana iz Sajidijske rodbine. Bahlul je razširil meje svojega imperija na mejo z Bengalijo. Ta širitev je vključevala osvajanje močnih sultanatov Malva in Džaunpur. Čeprav je bil dvakrat oblegan v Delhiju, je končno Džaunpur leta 1479 porazil in delno pripojil. Drugi sin Sikandar Lodi (vladal 1489-1517) je nadaljeval politiko širitve svojega očeta. Pridobil je nadzor nad Biharjem in ustanovil moderno mesto Agra na mestu, takrat imenovanem kot Sikandarabad. Njegovo vladanje je zaznamoval religiozni fanatizem. Umrl je naravne smrti leta 1517. Sikandarjev drugi sin Ibrahim Lodi (vladal 1517–26), je poskušal okrepiti sultanovo oblast. Njegova surova oblast (ubil je tudi svojega starejšega brata) je povzročila nezadovoljstvo v državi, zaradi česar je guverner Pandžaba, Davlat Kan Lodi, povabil vladarja Kabula, Mogula Baburja, da napade Delhijski sultanat.. Babur je Ibrahima Lodija premagal in ubil v Bitki pri Panipatu 21. aprila 1526. S smrtjo Ibrahima Lodija je prenehal obstajati tudi Delhijski sultanat, ki ga je nadomestilo Mogulsko cesarstvo.